# رون غونزاليس
رون غونزاليس (بالإنجليزية: Ron Gonzales)‏ هو سياسي أمريكي، ولد في 1951. حزبياً، نشط في الحزب الديمقراطي.